# Ramapo
Ramapo ist eine US-amerikanische Town im Rockland County des Bundesstaats New York. Das U.S. Census Bureau hat bei der Volkszählung 2020 eine Einwohnerzahl von 148.919 ermittelt. Sie bildet eine Vorstadt von New York City. Auf dem Gebiet der Town befinden sich verschiedene kleinere Siedlungen und Villages.

## Geografie
Die südliche Stadtgrenze ist die Grenze zu New Jersey, und die westliche Stadtgrenze ist die Grenze zum Orange County. Der Bruch in den Ramapo Mountains bei Suffern, der durch den Ramapo River gebildet wird, führt dazu, dass sich in der Stadt der New York State Thruway und die I-287, die New York State Route 17 und eine Eisenbahnlinie befinden. Der Palisades Interstate Parkway verläuft durch die nordöstliche Ecke der Stadt, mit einer Ausfahrt an der Stadtgrenze zu Haverstraw an der Nordgrenze.

## Geschichte
Die heutige Stadt wurde ursprünglich von den Munsee, einer Gruppe der Lenape Nation, bewohnt. Ihre Nachfahren leben heute auf dem Stag Hill in Mahwah, New Jersey, wo sie die staatlich (NJ) anerkannte Ramapo Lenape Nation bilden.
Die Stadt New Hampstead wurde 1791, acht Jahre nach dem Ende der Revolution, aus einem Teil der Stadt Haverstraw gebildet; der Name wurde 1797 in Hempstead und 1828 in Ramapo geändert.
Die erste Eisenbahnlinie durch Rockland County wurde 1841 gebaut und verlief von Piermont nach Ramapo. Bis 1851 wurde die Strecke bis zum Eriesee verlängert und galt als technisches Wunderwerk.
Die Ramapo Iron Works, die sich in der Nähe der heutigen State Route 17 am Fuße des Terse Mountain befanden, waren in der ersten Hälfte des 19. Jahrhunderts eine Produktionsstätte von Nägeln, Holzschrauben, Baumwolltuch und Federstahl. Ihr Gründer, Jeremiah H. Pierson, war einflussreich beim Bau des Nyack Turnpike und der New York & Erie Railroad durch das County.

## Demografie
Nach der Volkszählung von 2010 leben in Ramapo 126.595 Menschen. Die Bevölkerung teilt sich 2010 auf in 65,6 % nicht-hispanische Weiße, 15,1 % Afroamerikaner, 0,2 % amerikanische Ureinwohner, 4,0 % Asiaten, 0,2 % Sonstige und 1,2 % mit zwei oder mehr Ethnizitäten. Hispanics oder Latinos machten 13,6 % der Bevölkerung aus. Das mittlere Haushaltseinkommen lag bei 78.781 US-Dollar und die Armutsquote bei 21,7 %.